# لوپیت
لوپیت (به انگلیسی: Luppitt) یک روستا و محله مدنی در بریتانیا است که در East Devon واقع شده‌است. لوپیت ۴۴۴ نفر جمعیت دارد.